# Kurt Wafner
Kurt Wafner, ursprünglicher Nachname Wawrzyniak, (* 25. November 1918 in Berlin; † 10. März 2007 ebenda) war ein deutscher Lektor, Autor, Antimilitarist und Anarchist.

## Leben
Mit dreizehn Jahren machte Kurt Wafner Bekanntschaft mit der anarchistischen Literatur und mit Vierzehn wurde er Mitglied der der FAUD nahestehenden Freien Arbeiterjugend (FAJ). In dieser Zeit besuchte er die Anarchistische Vereinigung Weißensee in Berlin, die 1934 aufgelöst wurde. Diese Vereinigung war in mehreren Berliner Bezirken tätig und veranstaltete politische Aktionen, Vorträge zur Tagespolitik und anarchistischer Theorie sowie Literaturlesungen, Museums- und Theaterbesuche. Hier lernte er Erich Mühsam und später Ernst Friedrich, Gründer des Anti-Kriegsmuseum sowie den libertären Schriftsteller Theodor Plivier kennen. In den 1930er-Jahren war Wafner bei einem Schülerstreik aktiv beteiligt, weil der sozialdemokratische und jüdische Schuldirektor abgesetzt wurde. Daraufhin wurde Wafner von der Schule verwiesen.
Nach der Machtübernahme durch die Nationalsozialisten konnten die Anarchisten sich noch einige Wochen öffentlich in einem Jugendheim treffen. Nach der Kündigung des Jugendheimes wurden die Treffen in privaten Wohnungen gehalten. Als dies zu gefährlich wurde, hatten sich die Mitglieder auf Wanderschaft in der freien Natur getroffen. Da es ein großes Risiko darstellte, ohne Legitimation auf Wanderschaft zu gehen, wurden sie Mitglied im Verband der märkischen Wanderer. Dieser Verband, eine große Organisation von Heimatforschern, war tolerant gegenüber neuen Mitgliedern und für linkspolitische und antifaschistische Gruppen eine Art Auffangbecken. Ab 1938, es war Wehrpflicht, wurden viele zur Armee eingezogen und Wafner kam 1939 in den Arbeitsdienst, gerade zu dem Zeitpunkt, als er an der Ingenieursschule beginnen sollte; er hatte die Aufnahmeprüfung bestanden. Trotz seines Augenleidens, einer Sehschwäche, wurde er k.v. (kriegsverwendungsfähig) geschrieben und kam nach Frankfurt/Oder zu einer Artillerieeinheit. Nach einer erneuten Untersuchung bei einem Augenarzt wurde er dann g.v.H. (garnisonsverwendungsfähig Heimat) geschrieben und in den Innendienst versetzt. 1943 unternahm er einen weiteren Versuch untauglich geschrieben zu werden und bekam wegen seiner Sehschwäche den Vermerk a.v.H. (arbeitsverwendungsfähig Heimat).
Kurt Wafner erlebte das Kriegsende in Berlin und war entsetzt, dass viele Nationalsozialisten wieder an die Macht kamen.
Von Kurt Wafner sind Manuskripte und Features, hauptsächlich über Klabund, im Deutschen Rundfunkarchiv in Babelsberg überliefert.

## Werke
- „Einfach klassisch“ – und noch mehr. Nachwort zu Schall und Rauch (Reprint der 13 Programmhefte des Kabaretts von Dezember 1919 bis Februar). Buchverlag der Morgen, Berlin, 1985

- Ausgeschert aus Reih’ und Glied. Mein Leben als Bücherfreund und Anarchist. Verlag Edition AV, Frankfurt/M. 2001. ISBN 3-9806407-8-7
- Ich bin Klabund – macht Gebrauch davon. Leben und Werk des Dichters Alfred Henschke. Verlag Edition AV, Frankfurt/M. 2003. ISBN 978-3-936049-19-0